# First Kiss
First Kiss (ファースト・キス?, Fāsuto Kisu) è un dorama stagionale estivo in 11 puntate di Fuji TV e mandato in onda nel 2007.
La storia ruota tutta attorno ad una giovane ragazza di nome Mio e al suo fratello maggiore Kazuki.

## Trama
Per cercar di curare un male che l'affligge, Mio è vissuta per 10 anni all'estero, vivendo lontano dal fratello Kazuki, il quale è oramai divenuto per le quasi un estraneo. Dopo aver ricevuto la notizia che ha solo il 50% di possibilità di sopravvivenza se accetta di sottoporsi all'intervento decisivo, la giovane decide di tornare in patria per poter così passar gli ultimi momenti spensierati in compagnia del fratello.
Kazuki però s'accorge che quella che ricordava essere la sua dolce sorellina, da ragazza semplice e sincera s'è trasformata in una giovane donna irritante e senza peli sulla lingua, scontrosa e di carattere difficile. L'uomo in un primo momento ha qualche difficoltà a rapportarsi con un'egoista e cattiva qual sembra essere divenuta Mio.

## Star ospiti
- Tatsuya Gashuin (ep. 1)
- Marie (ep. 1)
- Yuya Endo (ep. 2)
- Shuji Kashiwabara (ep. 3)
- Takuya Mizoguchi (ep. 3)
- Shunsuke Daitō (ep. 5)
- Izumi Watanabe (ep. 5)
- Nobue Iketani (ep. 6)
- Toshio Shiba (ep. 6-10)
- Eiji Sugawara (ep. 7)
- Yua Saito (ep. 7-8)

## Episodi
1. My little sister was a devil!
2. Gokon for the time-bomb girl
3. The beginning of my little sister's love
4. Today, my little sister gets her heart broken
5. Little sister! There's gonna be a confession today?
6. Now, love blooms
7. Tonight, my little sister becomes an angel
8. Goodbye, little sister
9. Don't go, little sister!
10. The brother and sister's last chapter
11. The letter that came from heaven